# Azane
Azane este un sat din comuna Petnjica, Muntenegru. Conform datelor de la recensământul din 2003, localitatea are 136 de locuitori (la recensământul din 1991 erau 197 de locuitori).

## Demografie
În satul Azane locuiesc 94 de persoane adulte, iar vârsta medie a populației este de 36,1 de ani (35,1 la bărbați și 37,1 la femei). În localitate sunt 32 de gospodării, iar numărul mediu de membri în gospodărie este de 4,25.
Populația localității este foarte eterogenă.
|  |

| Demografie | Demografie | Demografie |
| An         | Locuitori  | Locuitori  |
| ---------- | ---------- | ---------- |
|            |            |            |
|            |            |            |
|            |            |            |
|            |            |            |
| 1948       | 236        |            |
| 1953       | 244        |            |
| 1961       | 259        |            |
| 1971       | 232        |            |
| 1981       | 202        |            |
| 1991       | 197        | 197        |
| 2003       | 146        | 136        |

| \| Componența etnică conform recensământului din 2003[2] \| Componența etnică conform recensământului din 2003[2] \| Componența etnică conform recensământului din 2003[2] \| Componența etnică conform recensământului din 2003[2] \| Componența etnică conform recensământului din 2003[2] \| \| ----------------------------------------------------- \| ----------------------------------------------------- \| ----------------------------------------------------- \| ----------------------------------------------------- \| ----------------------------------------------------- \| \| \| \| \| \| \| \| Bosniaci \| Bosniaci \| \| 59 \| 43,38% \| \| Sârbi \| Sârbi \| \| 41 \| 30,14% \| \| Muntenegreni \| Muntenegreni \| \| 35 \| 25,73% \| \| necunoscută \| necunoscută \| \| 0 \| 0% \| |              |  |    |        |
| Componența etnică conform recensământului din 2003 |              |  |    |        |
| |              |  |    |        |
| Bosniaci | Bosniaci     |  | 59 | 43,38% |
| Sârbi | Sârbi        |  | 41 | 30,14% |
| Muntenegreni | Muntenegreni |  | 35 | 25,73% |
| necunoscută | necunoscută  |  | 0  | 0%     |